# Takuboku Ishikawa
Ishikawa Takuboku (石川 啄木. 20 de febrero de 1886-13 de abril de 1912) fue un poeta japonés, conocido por haber modernizado los tankas. 
Su obra puede dividirse en tres grupos. Al comienzo de su adolescencia empezó como poeta romántico, más tarde formó parte del grupo de poetas de la revista Myōjō (Estrella de la mañana), de tendencia naturalista, si bien lo abandonó después por la poesía social.
Tras su muerte, se han escrito un gran número de libros y artículos sobre él, a menudo centrados más en su biografía que en su poesía, ya que su vida estuvo llena de vicisitudes.
En su honor, el asteroide (4672) Takuboku lleva su nombre.

## Obra
La mayoría de los poemas de Ishikawa son tankas. También escribió diversos diarios de manera intermitente desde 1902 y un respetable número de cartas. Se han publicado de él los siguientes poemarios:
- Ichiakuno no suna (Un puñado de arena), 1910.
- Kanashiki gangu (Juguetes tristes), 1912 (póstumo).

## Traducciones al español

### Poesía
- Un puñado de arena. Traductor: Antonio Cabezas. Madrid: Ediciones Hiperión, 1976. 2.ª edición, 2001. Reedición: 2018. ISBN 978-84-7517-678-9.
- Tristes juguetes. Traducción y notas: Masateru Ito y Elena Gallego. Madrid: Ediciones Hiperión, 2019. ISBN 978-84-9002-123-1.
- Un puñado de arena. Traducción y notas: Masateru Ito. Revisión de la traducción: Elena Gallego. Edición bilingüe. Taiseido Shobo, 2017. ISBN 978-4-88463-121-5.

### Diarios
- Diario en roomaji.  Traducción: Masateru Ito y Elena Gallego. Prólogo: Masateru Ito. Madrid: Hiperión, 2018.